# Andrea Cascella
Pour les articles homonymes, voir Cascella.
Andrea Cascella, né le 16 janvier 1919 à Pescara et mort le 27 août 1990 à Milan, est un peintre, sculpteur et céramiste italien.

## Biographie
Andrea Cascella est né le 16 janvier 1919 à Pescara. Il est le fils de Tommaso Cascella et le frère de Pietro Cascella. Il a d'abord étudié avec son père.
Il représente la troisième génération de la célèbre famille d'artistes Cascella, dont le fondateur était Basilio Cascella. Petit-fils de Michele Cascella, comme son frère Pietro, il devint sculpteur grâce à une collaboration avec Domenico Rambelli (it), même s'il fut d'abord passionné de peinture et de céramique. Il est également directeur de l'Académie des beaux-arts de Brera.
Pendant les années de guerre, il participa activement à la Résistance dans les formations de Garibaldi d'Ossola en tant que commandant instructeur aux côtés du commissaire politique Edoardo Gino Vermicelli (it).
Il fréquenta l'Osteria Fratelli Menghi, un lieu de rencontre bien connu des peintres, metteurs en scène, scénaristes, écrivains et poètes entre les années 40 et 70, et exposa ses œuvres en 1949 à sa" première ", à la Galleria dell'Obelisco romana, puis à la Biennale de Venise, à la Galleria Grosvenor de Londres, au musée Guggenheim de New York et beaucoup de "personnels" milanais.
Au début des années soixante, les hauts reliefs de l'édifice Olivetti à Düsseldorf et le bas-relief de l'édifice de Buenos Aires ont été construits.
Il est mort le 27 août 1990 à Milan.

## Œuvres

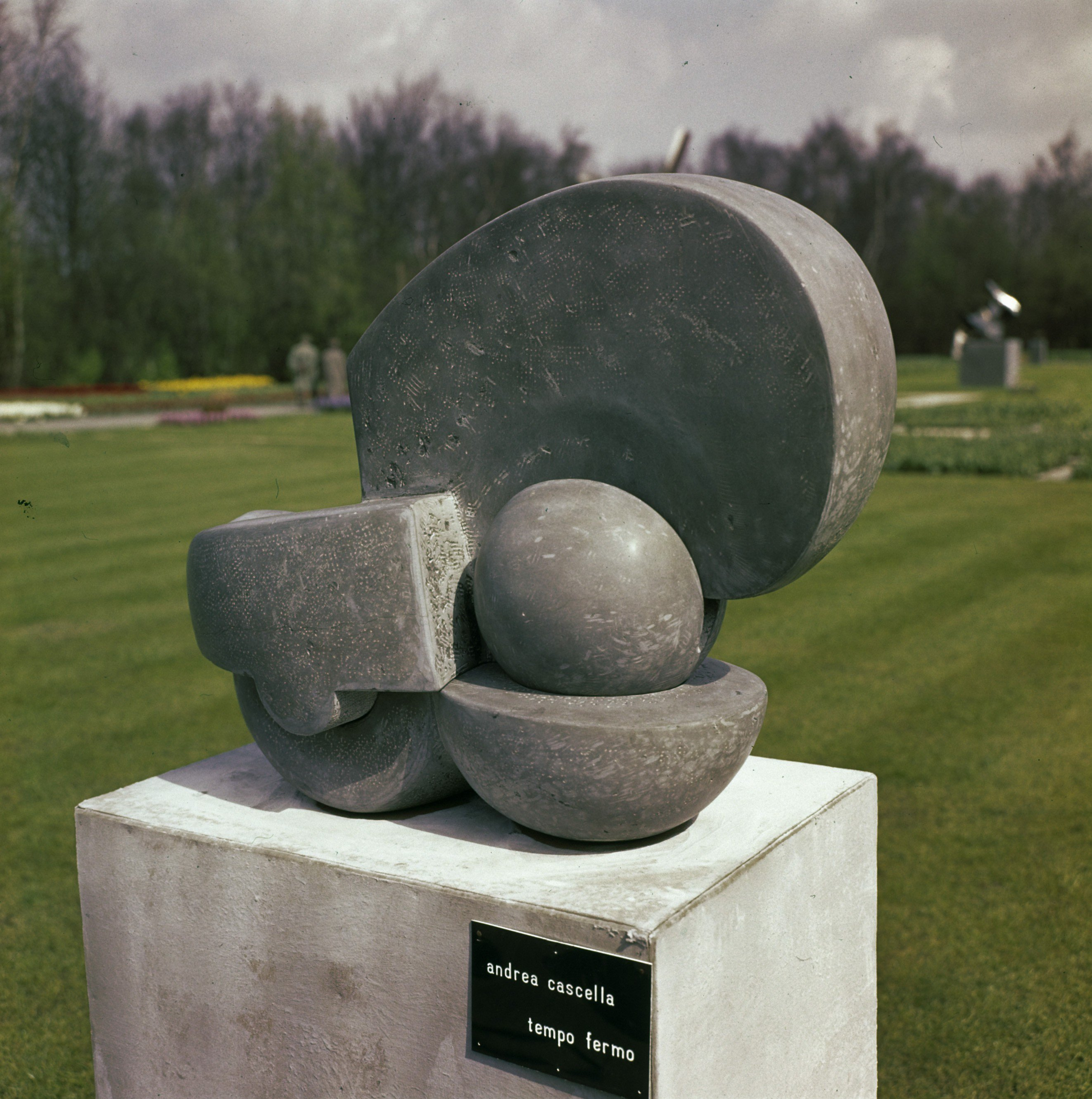
Tempo fermo (1964)

L'une des plus belles œuvres de l'art abstrait européen, parmi ses plus belles est le Mémorial de guerre d'Auschwitz, qu'il a conçu avec son frère Pietro, après avoir remporté le concours pour le Monument aux prisonniers politiques inconnus en 1958.
Ameublement sacré en céramique, Eglise de Nardo di Pace (Vibo Valentia): (' Cinquante)
1. Statue de la Vierge à l'enfant, mur extérieur de l'église ;
2. Lustres ; Luminaires ;
3. Trois autels, les grands autels ont été démolis à la suite de la nouvelle réforme pour la célébration des SS. Messe ;
4. Chemin de traverse ; rue Crucis ;
5. Retable d'autel ;
6. Source Baptismal Source, une œuvre inestimable de grande valeur artistique avec la signature de l'artiste.

## Expositions
- Diverses présences à la Biennale de Venise où il a été récompensé en 1964, et commissaire en 1972.
- Art Fence - Art sauve l'art. 99 oeuvres d'artistes de Brera - Rotonda della Besana, Di Baio Editore, sous la direction de Giuseppe Maria Jonghi Lavarini et Gjlla Giani - 1992